# Santa Rosa da Serra
Santa Rosa da Serra è un comune del Brasile nello Stato del Minas Gerais, parte della mesoregione del Triângulo Mineiro e Alto Paranaíba e della microregione di Patos de Minas.